# Robert Peake

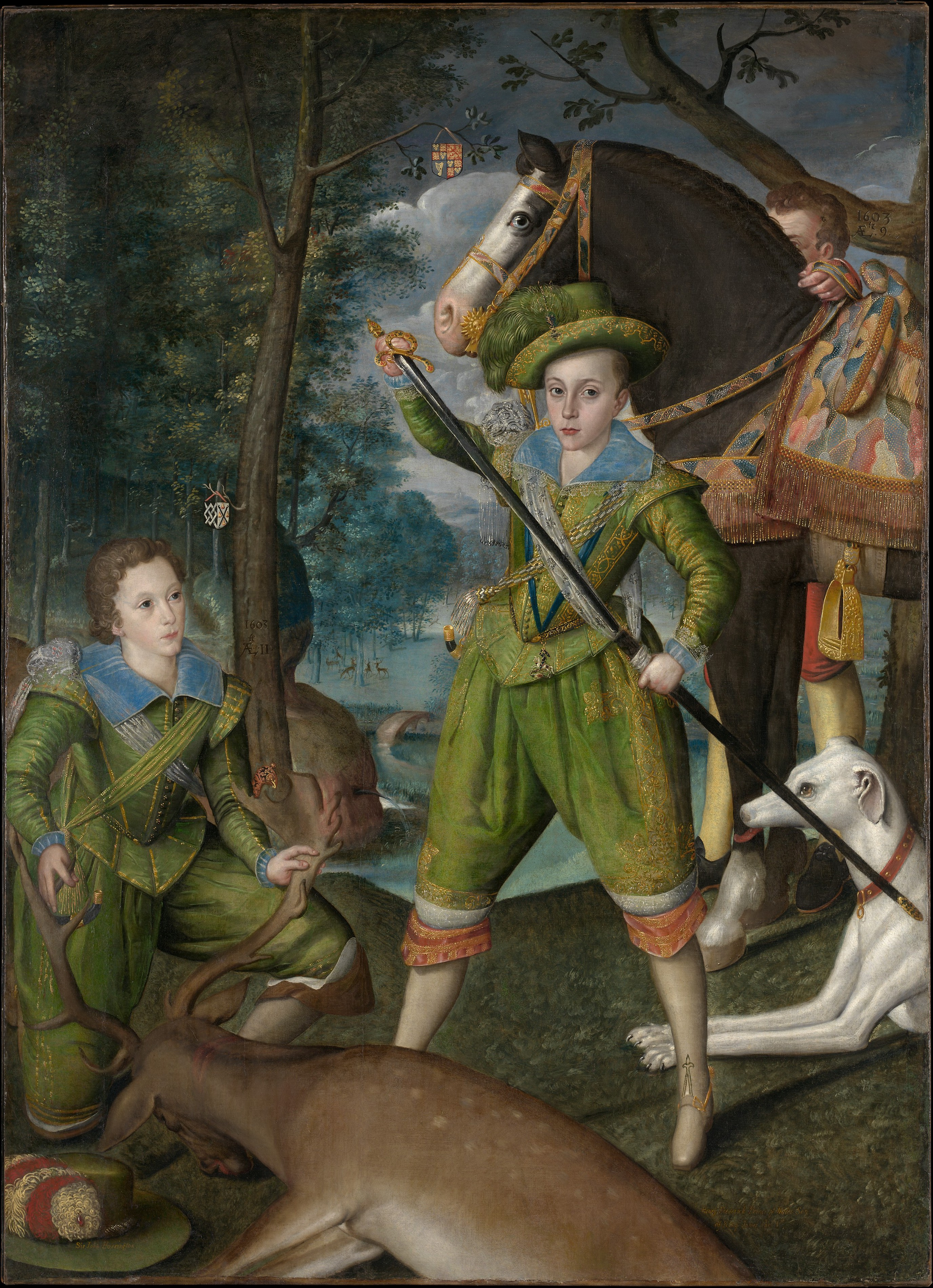
Porträt von Henry Frederick, Prince of Wales und John Harington, späterer zweiter Lord Harington of Exton; Robert Peake der Ältere, 1603

Robert Peake der Ältere (ca. 1551 bis 1619) war ein englischer Maler unter Elizabeth I. und Jakob I. Im Jahr 1604 wurde er zum offiziellen Porträtisten des Thronfolgers, Henry Frederick Stuart, Prince of Wales, ernannt. Ab 1607 teilte er sich mit John de Critz den gleichen Posten bei König Jakob I. Peake wird oft als „der Ältere“ apostrophiert, um ihn von seinem Sohn, dem Maler William Peake (ca. 1580–1639), und von seinem Enkel, Sir Robert Peake (ca. 1605–1667), zu unterscheiden.
Peake war der einzige in England gebürtige Maler einer Gruppe von vier Künstlern, deren Intention sich stark ähnelte. Die anderen waren De Critz, Marcus Gheeraerts der Jüngere sowie der Miniatur-Maler Isaak Oliver. Diese Maler spezialisieren sich zwischen 1590 und um 1625 auf farbenprächtige Ganzfigur-Kostümstücke, die im England dieser Zeit einzigartig waren.  Es ist nicht immer möglich, die Urheberschaft für die vielen Porträts genau zu bestimmen, so ähnlich waren sich Peake, De Critz, Gheeraerts und ihre Assistenten in ihrer Malweise.